# Skeppnans naturreservat
Skeppnans naturreservat ligger strax söder om sjön Öran och inom Hanvedens skogsområde i Västerhaninge socken i Haninge kommun på Södertörn i Södermanland (Stockholms län). Reservatet på 56 hektar skogs- och våtmark bildades sommaren 2011.
Skeppnan, som består av ett avlångt myrstråk, är Örans avvattningsområde, vilket sträcker sig uppifrån sjöns södra ände ned till Lugnet, en mindre ort i Västerhaninge. Förr i tiden var Skeppnan uppdämd vid sitt södra utflöde och där i det skvalpande vattnet syns ännu rester efter dessa stenlagda murar. Forsen vid fördämningen är tidvis ett tillhåll för strömstare. Vattnet reglerades för att det skulle räcka till alla de tvätterier som i förra seklets början låg längre ner utmed flödet, samt för att vara vattenresurs till den kvarn som låg vid Jacobsdal och Hällfors.
Naturen i reservatets inre del består av en orörd och förvildad våtmark där det förutom täta, ogenomträngliga vassar även finns inslag av öppna, blanka vattenytor. Bland växterna syns rikligt med gungfly, pors och skvattram, likaså kan den sällsynta rylen förekomma i ett par smärre lokaler.
I ytterkanterna bildas mossar med lågvuxna tallar i form av gammelskog, vilket är en förutsättning så vissa arter bland trädsvamp, mossor och lavar ska kunna överleva.